# Дом-пуля
Административное здание ОГПУ (в разговорной речи часто называется «Дом-пуля» и «Серый дом») — здание в Иванове, принадлежащее УВД по Ивановской области. Пострадало в результате пожара 2008 года.
Построено в 1930—1932 годах по проекту ивановского архитектора Н. И. Кадникова для ОГПУ. Поставлено на красной линии одной из важнейших магистралей города — проспекта Ленина. Построено из кирпича с отдельными железобетонными деталями. Оштукатурено и окрашено под бетон. Четырёхэтажный прямоугольный объём дополнен полукруглым, в плане, трёхэтажным объёмом, в котором располагался зал заседаний. Мощная, высотой в три этажа, колоннада проходит по всей длине главного фасада. Колоннада несёт четвёртый аттиковый этаж, который своим ленточным остеклением эффектно подчёркивает протяжённость здания. В месте соединения двух объёмов здания расположены круглые окна. Вход в здание находится на правом фланге главного фасада.
Архитектура здания ОГПУ являет собой сплав новаторской архитектуры конструктивизма с максимально упрощёнными формами традиционного зодчества, которые явно взяты из «красной дорики» И. А. Фомина. Здание представляет собой интересный и редкий пример подражания творчеству Фомина. До сих пор здание нередко ассоциируется с мрачными временами сталинских репрессий.
Вечером 21 января 2008 года в здании начался пожар. Причиной возгорания стала непотушенная сигарета в кабинете на четвёртом этаже. Огонь быстро распространился по этажу. В тушении пожара участвовали все пожарные части города, а также курсанты ИГПС и расчёты из районных центров области. Итого 63 единицы техники и 350 человек личного состава. Пожар нанёс зданию огромный урон: полностью сгорели четвёртый этаж и чердак, выгорела часть помещений на третьем этаже, нижние этажи были залиты водой.
Руководство УВД, получив деньги из федерального бюджета, направило их не на восстановление или консервацию (хотя проект консервации уже был готов) сгоревшего памятника архитектуры, а на строительство нового комплекса зданий на улице Кузнецова. В 2014 году на основании актов историко-культурной экспертизы, составленных Александром Снитко, здание ОГПУ было лишено статуса самостоятельного объекта культурного наследия и включено в состав достопримечательного места местного значения «Александровская улица». Несмотря на то, что восстановление памятника вполне возможно, руководство УВД неоднократно высказывало желание снести руины. Существует мнение, что проведённая экспертиза фактически дала УВД юридическое право уничтожить памятник архитектуры. Сам Снитко утверждал, что его акты не снимают ответственности с собственника по охране, но позволяют сэкономить деньги путём проведения вместо реставрации обычного ремонта по общестроительным нормам. Снитко отметил, что УВД может снести здание и построить на его месте новое, но оно должно будет повторять главный фасад старого здания. В 2017 году объявлен конкурс на проект демонтажа руин здания